# Giro d’Italia 2010

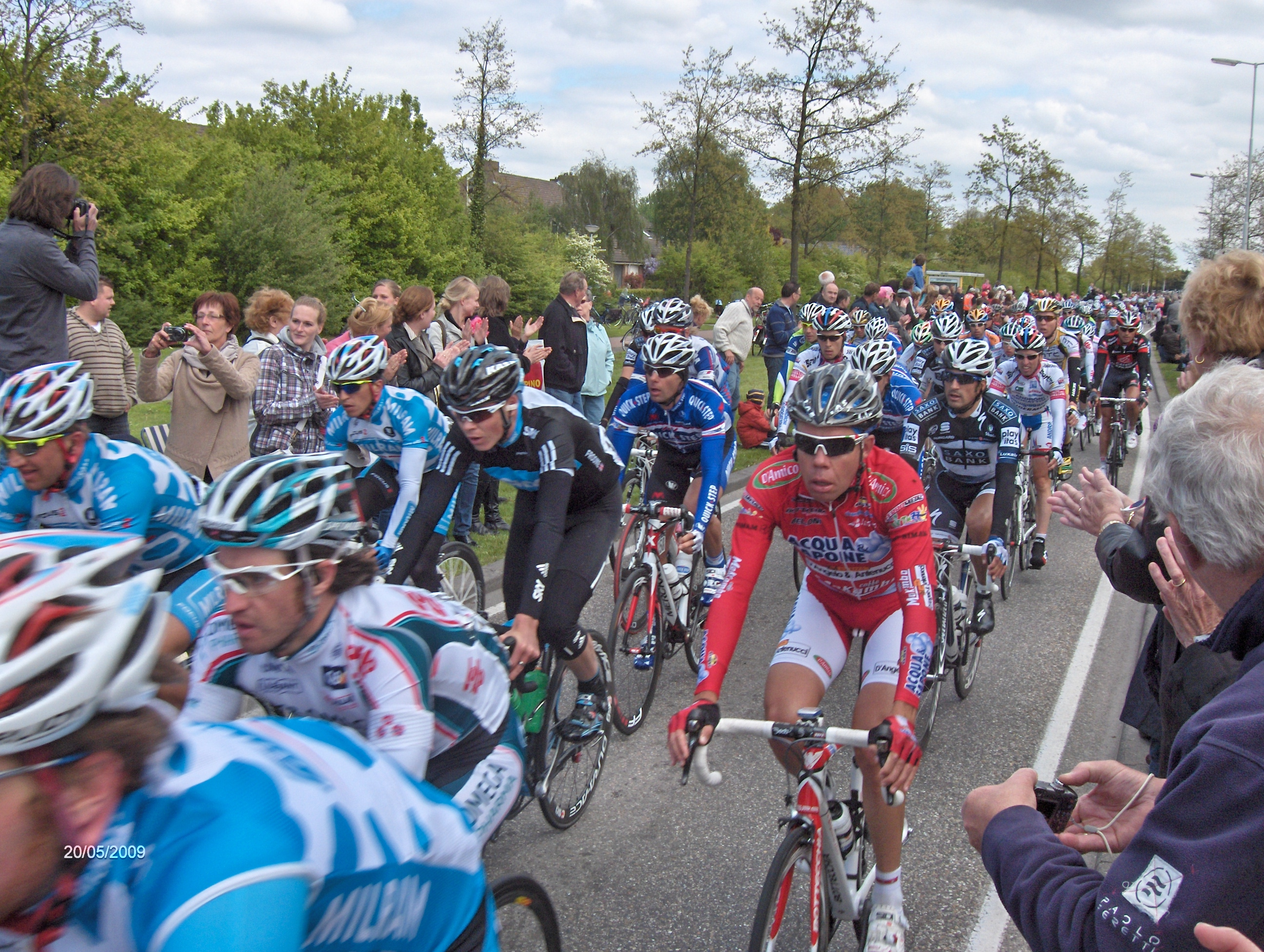
Under en sträcka i Nederländerna 10 maj 2010.

Giro d’Italia 2010 var den 93:e upplagan av cykeltävlingen Giro d’Italia. Den inleddes 8 maj 2010 i Amsterdam i Nederländerna och avslutades 30 maj 2010 i Verona i Italien. Vinnare blev Ivan Basso.

## Etapper
| Etapp      | Datum      | Sträckning                           | Distans  | Typ                    | Typ                    | Vinnare              | Totalledare         | Översiktskarta |
| ---------- | ---------- | ------------------------------------ | -------- | ---------------------- | ---------------------- | -------------------- | ------------------- | -------------- |
| 1          | 8 maj      | Amsterdam (Nederländerna)            | 8,4 km   | Individuellt tempolopp | Individuellt tempolopp | Bradley Wiggins      | Bradley Wiggins     | Etappöversikt  |
| 2          | 9 maj      | Amsterdam–Utrecht (Nederländerna)    | 209 km   | Platt                  | Platt                  | Tyler Farrar         | Cadel Evans         | Etappöversikt  |
| 3          | 10 maj     | Amsterdam–Middelburg (Nederländerna) | 224 km   | Platt                  | Platt                  | Wouter Weylandt      | Aleksandr Vinokurov | Etappöversikt  |
|            | 11 maj     | Vilodag                              | Vilodag  | Vilodag                | Vilodag                | Vilodag              | Vilodag             | Etappöversikt  |
| 4          | 12 maj     | Savigliano–Cuneo                     | 32,5 km  | Lagtempo               | Lagtempo               | Liquigas-Doimo       | Vincenzo Nibali     | Etappöversikt  |
| 5          | 13 maj     | Novara–Novi Ligure                   | 168 km   | Platt                  | Platt                  | Jérôme Pineau        | Vincenzo Nibali     | Etappöversikt  |
| 6          | 14 maj     | Fidenza–Marina di Carrara            | 166 km   | Kuperat                | Kuperat                | Matthew Lloyd        | Vincenzo Nibali     | Etappöversikt  |
| 7          | 15 maj     | Carrara–Montalcino                   | 215 km   | Kuperat                | Kuperat                | Cadel Evans          | Aleksandr Vinokurov | Etappöversikt  |
| 8          | 16 maj     | Chianciano Terme–Monte Terminillo    | 189 km   | Bergsetapp             | Bergsetapp             | Chris Anker Sørensen | Aleksandr Vinokurov | Etappöversikt  |
| 9          | 17 maj     | Frosinone–Cava de’ Tirreni           | 188 km   | Platt                  | Platt                  | Matthew Goss         | Aleksandr Vinokurov | Etappöversikt  |
| 10         | 18 maj     | Avellino–Bitonto                     | 220 km   | Platt                  | Platt                  | Tyler Farrar         | Aleksandr Vinokurov | Etappöversikt  |
| 11         | 19 maj     | Lucera–L’Aquila                      | 256 km   | Kuperat                | Kuperat                | Jevgenij Petrov      | Richie Porte        | Etappöversikt  |
| 12         | 20 maj     | Città Sant’Angelo–Porto Recanati     | 191 km   | Platt                  | Platt                  | Filippo Pozzato      | Richie Porte        | Etappöversikt  |
| 13         | 21 maj     | Porto Recanati–Cesenatico            | 222 km   | Kuperat                | Kuperat                | Manuel Belletti      | Richie Porte        | Etappöversikt  |
| 14         | 22 maj     | Ferrara–Asolo                        | 201 km   | Bergsetapp             | Bergsetapp             | Vincenzo Nibali      | David Arroyo        | Etappöversikt  |
| 15         | 23 maj     | Mestre–Monte Zoncolan                | 161 km   | Bergsetapp             | Bergsetapp             | Ivan Basso           | David Arroyo        | Etappöversikt  |
|            | 24 maj     | Vilodag                              | Vilodag  | Vilodag                | Vilodag                | Vilodag              | Vilodag             | Etappöversikt  |
| 16         | 25 maj     | Marebbe–Kronplatz                    | 12,9 km  | Individuellt tempolopp | Individuellt tempolopp | Stefano Garzelli     | David Arroyo        | Etappöversikt  |
| 17         | 26 maj     | Brunico–Peio Terme                   | 173 km   | Kuperat                | Kuperat                | Damien Monier        | David Arroyo        | Etappöversikt  |
| 18         | 27 maj     | Levico Terme–Brescia                 | 151 km   | Platt                  | Platt                  | André Greipel        | David Arroyo        | Etappöversikt  |
| 19         | 28 maj     | Brescia–Aprica                       | 195 km   | Bergsetapp             | Bergsetapp             | Michele Scarponi     | Ivan Basso          | Etappöversikt  |
| 20         | 29 maj     | Bormio–Passo del Tonale              | 178 km   | Bergsetapp             | Bergsetapp             | Johann Tschopp       | Ivan Basso          | Etappöversikt  |
| 21         | 30 maj     | Verona                               | 15,3 km  | Individuellt tempolopp | Individuellt tempolopp | Gustav Larsson       | Ivan Basso          | Etappöversikt  |
| Sammanlagt | Sammanlagt | Sammanlagt                           | 3 418 km | 3 418 km               | 3 418 km               | 3 418 km             | 3 418 km            | Etappöversikt  |